# Salsa de tomate

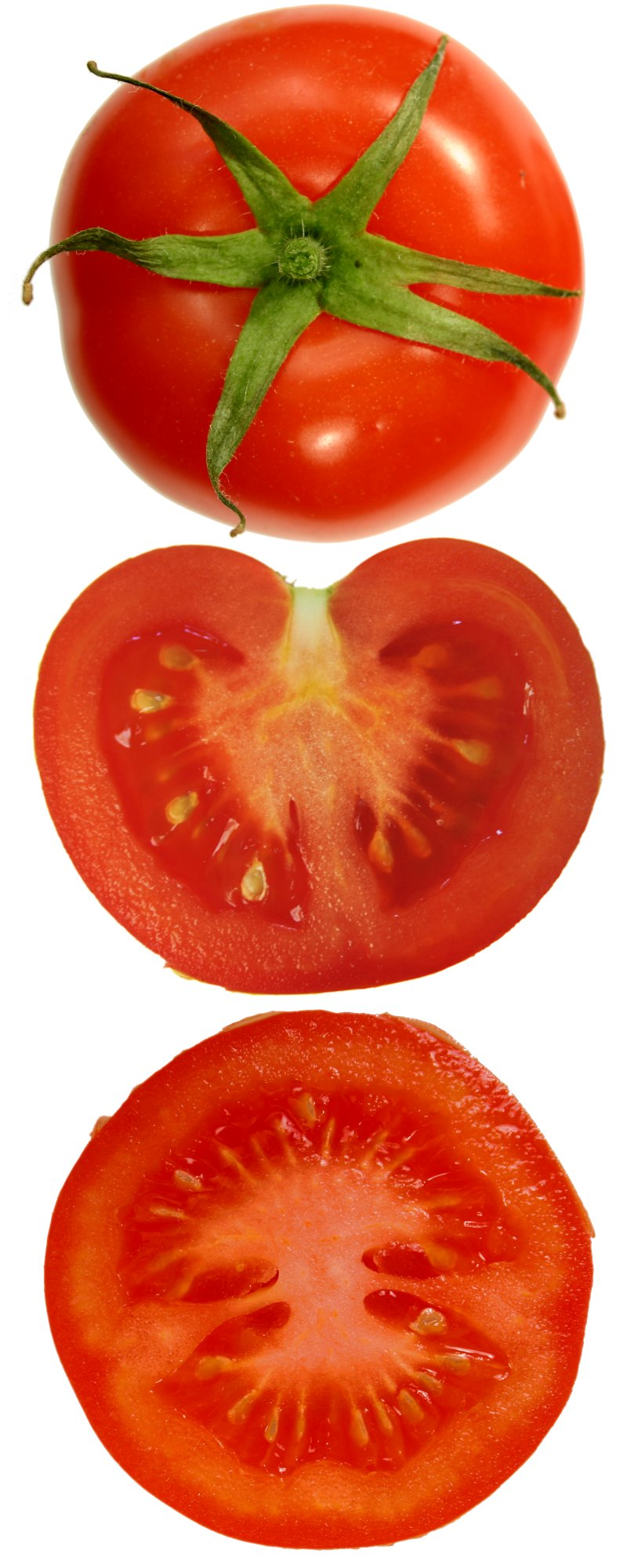
Tomates.

La salsa de tomate o salsa roja es una salsa o pasta elaborada principalmente a partir de pulpa de tomates, a la que se le añade, dependiendo del tipo particular de salsa y del país en que sea elaborada: en el caso de México chiles rojos, cilantro, cebolla, vinagre y sal, en el caso de España e Italia, una fritura de ajo, albahaca, sal, aceite y varias especias. La salsa de tomate hoy en día puede adquirirse envasada en múltiples formas. Conviene saber que en otros países tales como Australia, Nueva Zelanda, India y Gran Bretaña el término salsa de tomate ("tomato sauce") se refiere mayormente al condimento azucarado a base de tomates denominado kétchup. En estos países, las salsas hechas con tomate se denominan salsas para pastas, salsa de pollo, etc., dependiendo de su uso. 
En algunos países latinoamericanos (Costa Rica, Colombia, Ecuador y Venezuela) el nombre salsa de tomate hace alusión exclusivamente al kétchup, en tanto que a las demás salsas hechas con tomate se les denomina Tomattina, salsa para pastas, salsa para pizza, etc. También existe una versión llamada salsa a base de tomate, la cual se expende al igual que el kétchup y a menor precio que este último; sin embargo, su calidad es muy inferior.

## Elaboración

### En México
En México la salsa acompaña en general a todos los alimentos. Existe una gran cantidad de salsas de jitomate o rojas, generalmente picantes, que se preparan en cantidades suficientes para un día o dos. Se utiliza en el desayuno, en el almuerzo y en la cena.
Los ingredientes imprescindibles son el tomate rojo o jitomate, el chile y sal. Casi siempre se usan además: cebolla, ajo y cilantro. Hay distintas formas de preparar la salsa roja mexicana:
1. Cruda: con los ingredientes frescos y estos se cuecen gracias a la acción de los propios ácidos de los ingredientes vegetales, acelerados con un poco de vinagre o de jugo de limón.
2. Hervida: se ponen a hervir los ingredientes hasta que se cuecen y se muele.
3. Asada: los tomates y chiles (y en su caso el ajo) se asan sobre un comal al fuego hasta que se quema la cáscara del tomate y la pulpa se cuece. Entonces se macera en el molcajete y se agregan el cilantro y la sal, entre otras especies.

El incremento de la demanda nacional e internacional de salsas mexicanas ha favorecido el desarrollo de la industria de envasado de salsas, que tienen una enorme demanda en prácticamente todo Estados Unidos de América y Centroamérica, además de México.

### En Europa
Se elabora la salsa del tomate extrayendo la pulpa de los tomates muy maduros (en la industria envasadora se emplean tomates verdes y por esta razón añaden azúcar con la intención de eliminar el sabor ácido), se suele echarle harina, porque es el principal ingrediente de la salsa del tomate, incluso más que agregar el tomate mismo, hacer un sofrito de verdura que incluye: pimiento, ajo, etc. Se suele cocer todo junto, el sofrito y la pulpa de los tomates, durante unas horas hasta que la salsa se vaya reduciendo de volumen a las 2/3 partes. Su empleo va desde la elaboración de partida de otras salsas como puede ser la salsa boloñesa, la zíngara, la salsa golf española, etc. Se emplea en la elaboración de las bases de pizza.
En España la salsa de tomate más usada es la denominada salsa de tomate frito.

## Empleo en gastronomía

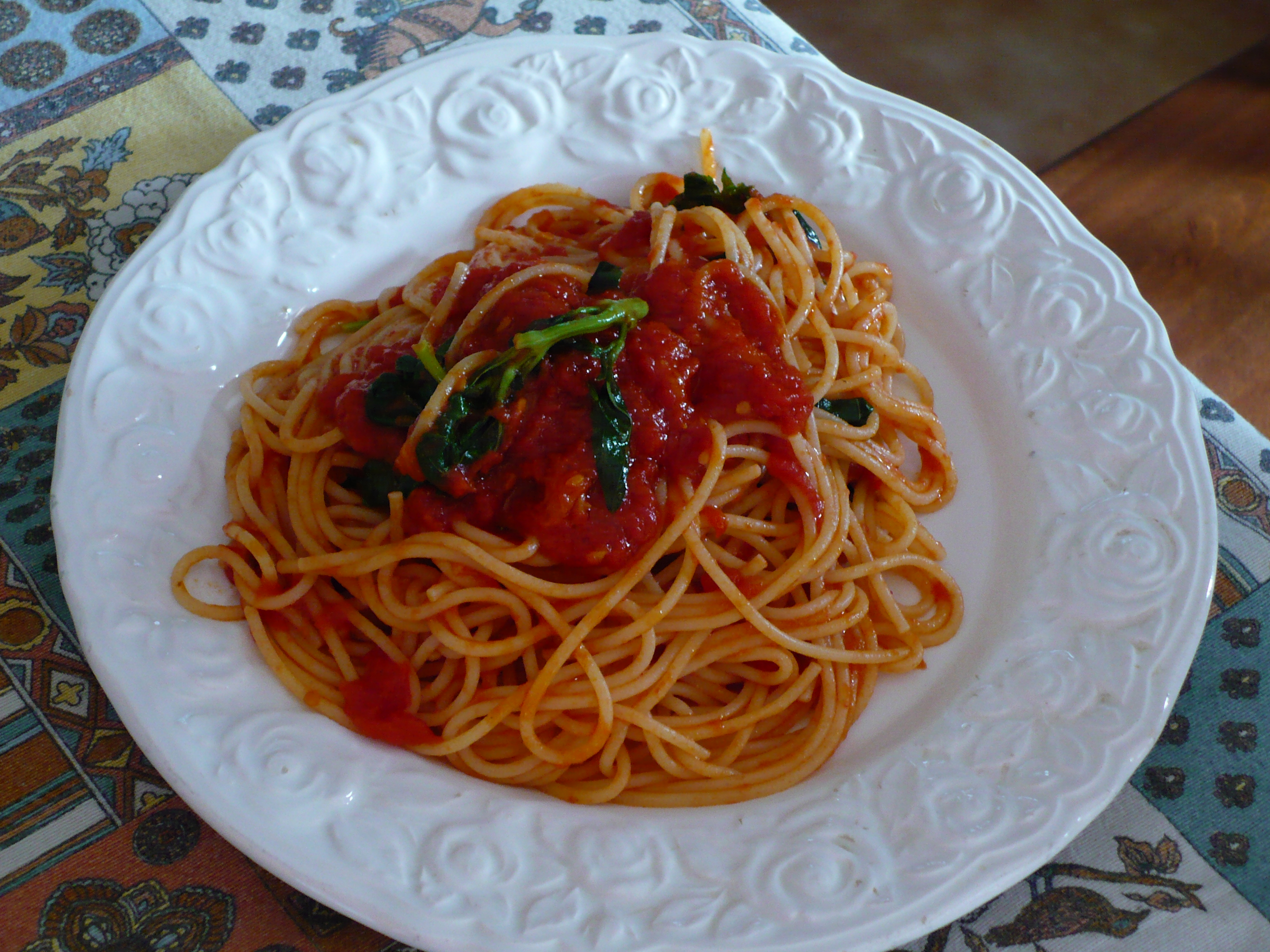
Spaghetti.

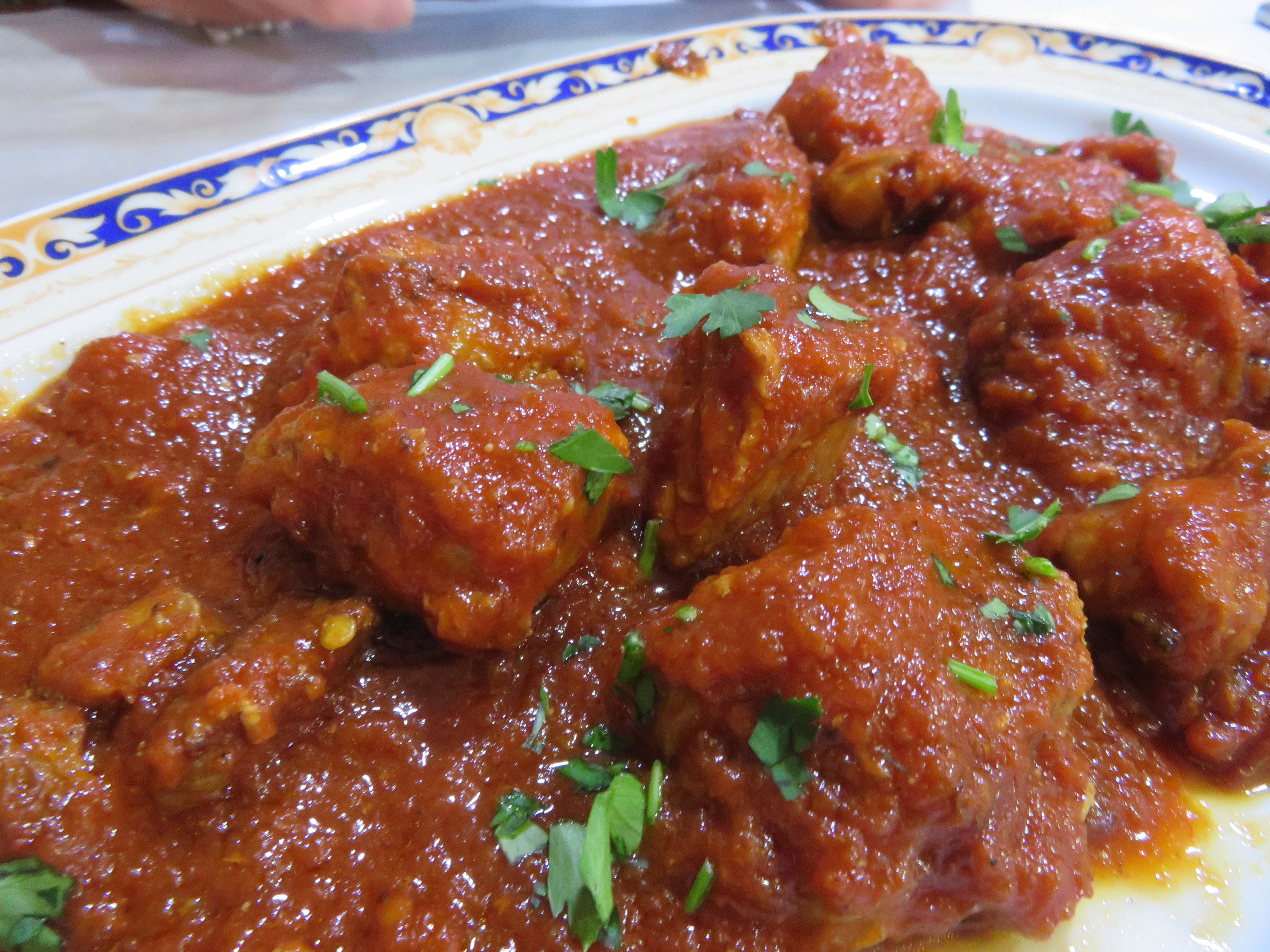
Magras de cerdo con tomate.

Algunas gastronomías del mundo emplean la salsa de tomate con gran intensidad, de esta forma se tiene en la cocina Griega que se emplea especiada con canela así como acompañada de otras especias griegas. 
La cocina italiana emplea esta salsa y sus variantes en los platos de pasta. Algunos italo-americanos denominan a la salsa de tomate con el término "gravy", el "Sunday gravy" se trata de una salsa de tomate que contiene carne (a menudo carne de cerdo en albóndigas similar al ragù italiano) que se identifica como una cocina italo-americana, esta salsa se sirve generalmente sobre la pasta.

## Salsas derivadas
- Kétchup
- Salsa napolitana
- Salsa boloñesa
- Salsa rosa
- Salsa alla Boscailo
- Salsa a la amatriciana
- Salsa arrabiata
- Salsa siciliana
- Salsa a la putanesca
- Salsa pomarola
- Salsa portuguesa